# Cachambi
Cachambi est un quartier de la sous-préfecture de Méier, de la préfecture de la Zone Nord, de Rio de Janeiro au Brésil.

## Géographie
Il est limitrophe des quartiers, au nord Del Castilho, au nord-est Maria da Graça et Jacarezinho, à l'est Jacaré, au sud-est Engenho Novo, au sud Méier, au sud-ouest Todos os Santos, à l'ouest Engenho de Dentro, et au nord-ouest Inhaúma.